# مقاطعة ماديسون (فلوريدا)
مقاطعة ماديسون هي مقاطعة في فلوريدا، بلغ عدد سكانها 19٬224  نسمة، في 2010، عاصمتها ماديسون، فلوريدا، تبلغ مساحتها 1٬854 كيلومتر مربع.

## الموقع
تشترك في الحدود مع:
- مقاطعة برووكس
- مقاطعة لافاييت (فلوريدا)
- مقاطعة تايلور (فلوريدا)
- مقاطعة سواني
- مقاطعة لاونديز
- مقاطعة هاميلتون (فلوريدا)
- مقاطعة جيفرسون.

## التقسيمات الإدارية
- ماديسون، فلوريدا.